# Minas (Cuba)
Pour les articles homonymes, voir Minas.
Minas est une localité et une municipalité de Cuba dans la province de Camagüey.

## Toponymie
Le nom de Minas vient de l'activité minière active dans la région dès la première moitié du XVIIIe siècle — principalement cuivre, chrome et magnésite.

## Géographie

### Situation
La municipalité de Minas est située sur la côte nord de l'île de Cuba, dans le nord de la province de Camagüey,
à 35 km nord-est de sa capitale de province Camagüey et 569 km sud-est de La Havane.
La baie de la Gloria au nord-ouest sépare la municipalité du cayo Guajaba (en), et l'anse de Sabinal au nord-est la sépare du cayo Sabinal (en) ; ces deux cayes sont les deux dernières, côté est, de l'archipel des Jardines del Rey — celui-ci étant la partie orientale de l'archipel Sabana-Camagüey. Au-delà de ce collier de cayes se trouve
l'océan Atlantique.

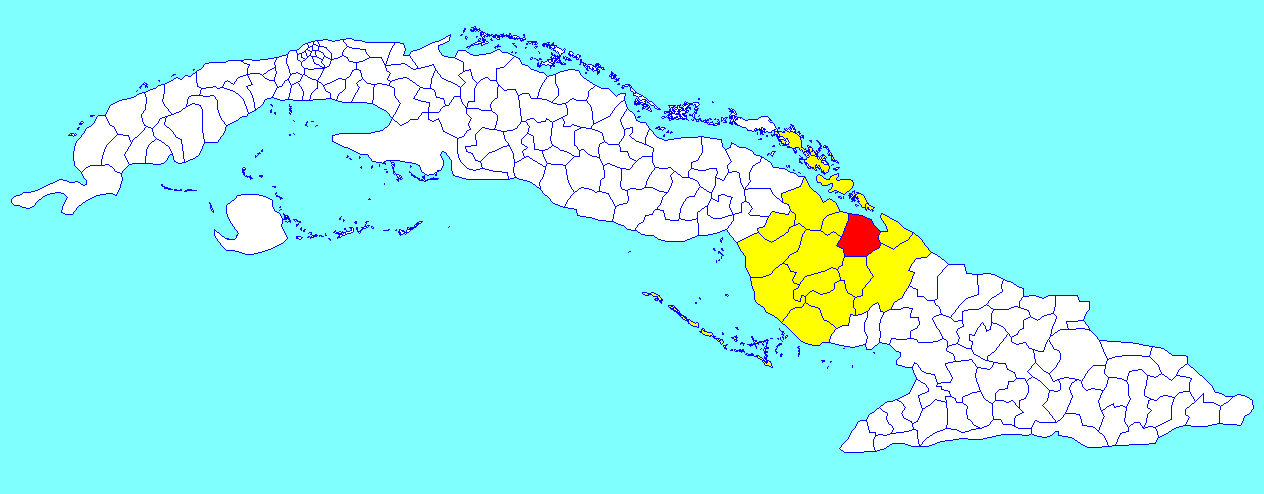
Municipalité de Minas dans la province de Camagüey

### Divisions administratives
La municipalité comprend six consejos populares :
- Minas I
- Minas II
- Senado
- Lugareño
- Redención
- Caidije

## Population
En 2022 la population de la municipalité est estimée à 35 966 habitants. Pour une surface de 1 056 km2, la densité est de 34,05 habitants/km².
En 2020 la population était de 37 568 habitants.

## Relief
La municipalité est dans une plaine ; l'altitude la plus élevée est la sierra de Camaján (244 m), suivie du cerro de Bayatabo.

## Personnalités nées à Minas
- Roberto Skyers, athlète